# Phymanthus coeruleus
Phymanthus coeruleus är en havsanemonart som först beskrevs av Jean René Constant Quoy och Joseph Paul Gaimard 1833.  Phymanthus coeruleus ingår i släktet Phymanthus och familjen Minyadidae. Inga underarter finns listade i Catalogue of Life.